# レギナ (バンド)
レギナ（ボスニア語・クロアチア語・セルビア語:Regina）は、ユーゴスラビア連邦、ボスニア・ヘルツェゴビナ社会主義共和国（現・ボスニア・ヘルツェゴビナ）のサラエヴォで1990年に結成された音楽バンドである。

## 来歴
結成当時、グループにはボーカルがおらず、新聞に広告を載せるなどして歌い手を探していた。その後、「Konvoj」というバンドのボーカルであったダヴォル・エブネル（Davor Ebner）に出会い、3か月にわたる交渉の末、エブネルがグループに加わることで合意した。
1990年、ファースト・アルバム『Regina』をリリース。当時のメンバーは、バンドの創設者であるアレクサンダル・チョヴィッチ（Aleksandar Čović、ギター）に加え、ゴラン・ルチッチ（Goran Lučić、ギター）、ボリス・ミリヤシュ（Boris Milijaš、ベース）、ボヤン・ミリヤシュ（Bojan Milijaš、キーボード）、ボヤン・ミリチェヴィッチ（Bojan Milićević、ドラム）、そしてダヴォル・エブネルで構成されていた 。レギナはユーゴスラビア圏全域で成功を収めた。作詞・作曲を担当するのはアレクサンダル・チョヴィッチで、彼らの楽曲はアイルランドのバンドU2の影響を受けたものであった。
1991年、セカンド・アルバム『Ljubav nije za nas』をリリースしたが、1992年にボスニア・ヘルツェゴビナ紛争が起こると、メンバーはサラエヴォから別々に避難し、バンドは分裂する事になった。「レギナ」としての活動は、2000年にアレクサンダル・チョヴィッチがソロ・デビューするまで、セルビアに避難したメンバーで続けられた。
2000年から2004年頃までは、アレクサンダル・チョヴィッチは「Aco Regina」の名でソロ活動し、ダヴォル・エブネルはロック・バンド「Punkt」に参加した後、「ダヴォル・エブネルとGruntibugli」というユニットで活動していた。
2004年、メンバーはベオグラードで再会し、現在のメンバー構成でグループを再結成した。2006年にアルバム『Sve mogu ja』をリリースし、また、2007年7月にはモンテネグロのブドヴァで開催されたローリング・ストーンズのコンサートで、サポートバンドとして演奏した。
2009年、ユーロビジョン・ソング・コンテスト出場後の6月に、アルバム『Vrijeme je』をリリースしている。

## ユーロビジョン・ソング・コンテスト2009
2009年1月12日、ユーロビジョン・ソング・コンテストの2009年大会において、レギナはボスニア・ヘルツェゴビナ代表として楽曲「Bistra voda」（澄んだ水）で参加することが決定した 。ロシアのモスクワで行われた同大会では、レギナは準決勝を勝ち進み、決勝戦への進出を決めた。決勝では106点を獲得し、9位であった。

## ユーロビジョン以降
2016年8月16日、ベーシストのデニス・チャブリッチは家族とともにクロアチアで休暇中、心臓発作により49歳で死去した。
2021年12月、ボーカルのダヴォル・エブネルがバンドを脱退したとの声明が発表された。

## ディスコグラフィ

### スタジオ・アルバム
- Regina (1990年)
- Ljubav nije za nas (1991年)
- Regina (1992年) ※1990年のアルバムとは別物
- Oteto od zaborava (1994年)
- Godine lete (1995年)
- Pogledaj u nebo (1995年) ※ドイツに避難していたダヴォル・エブネルを含むバンド「Regina made in Sarajevo」名義のアルバム。セルビアでアレクサンダル・チョヴィッチ他のメンバーが継続していた「Regina」名義のバンドとは別
- Ja nisam kao drugi (1997年)
- Kad zatvorim oči (1999年)
- Devedesete (2000年)
- Sve mogu ja (2006年)
- Vrijeme je (2009年)
- Kad poludimo (2012年)
- U srcu (2017年)

### コンピレーション・アルバム
- Regina (reproduction) (1992年)

### シングル
- "Kalimero" (2014年)
- "Zatupi Zaglupi" (2014年)